# Draft de la NFL de 2015
El Draft de la NFL de 2015 fue la 80.ª edición de la reunión anual de selección de jugadores. Tuvo lugar los días 30 de abril, 1 y 2 de mayo en el Auditorium Building de Grant Park, Chicago. Fue la primera vez desde 1965 que se realiza fuera de Nueva York, y la primera vez que se anuncian las selecciones al aire libre. Un total de 256 jugadores fueron seleccionados a lo largo de siete rondas, donde lo más resaltante fue la competición entre Jameis Winston y Marcus Mariota, ganadores del Trofeo Heisman de 2013 y 2014, respectivamente.

## Selecciones del Draft
|  |  | Indica jugador miembro del Pro Football Hall of Fame                                |
|  |  | Indica jugador que ha sido seleccionado por lo menos en un Pro Bowl y en el All-Pro |
|  |  | Indica jugador que ha sido seleccionado por lo menos en un Pro Bowl                 |
|  |  | Indica jugador que ha sido seleccionado por lo menos en un All-Pro                  |
|  |  | Indica jugador que nunca ha jugado en la NFL                                        |

| C  | Center            |     | CB                 | Cornerback |                   | DB | Defensive back   |  | DE | Defensive end |
| DL | Defensive lineman | DT  | Defensive tackle   | FB         | Fullback          | FS | Free safety      |  |    |               |
| G  | Guard             | HB  | Halfback           | ILB        | Inside linebacker | K  | Placekicker      |  |    |               |
| KR | Kick returner     | LB  | Linebacker         | LS         | Long snapper      | OT | Offensive tackle |  |    |               |
| OL | Offensive lineman | OLB | Outside linebacker | NT         | Nose tackle       | P  | Punter           |  |    |               |
| PR | Punt returner     | QB  | Quarterback        | RB         | Running back      | S  | Safety           |  |    |               |
| SS | Strong safety     | TB  | Tailback           | TE         | Tight end         | WR | Wide receiver    |  |    |               |

### Primera ronda

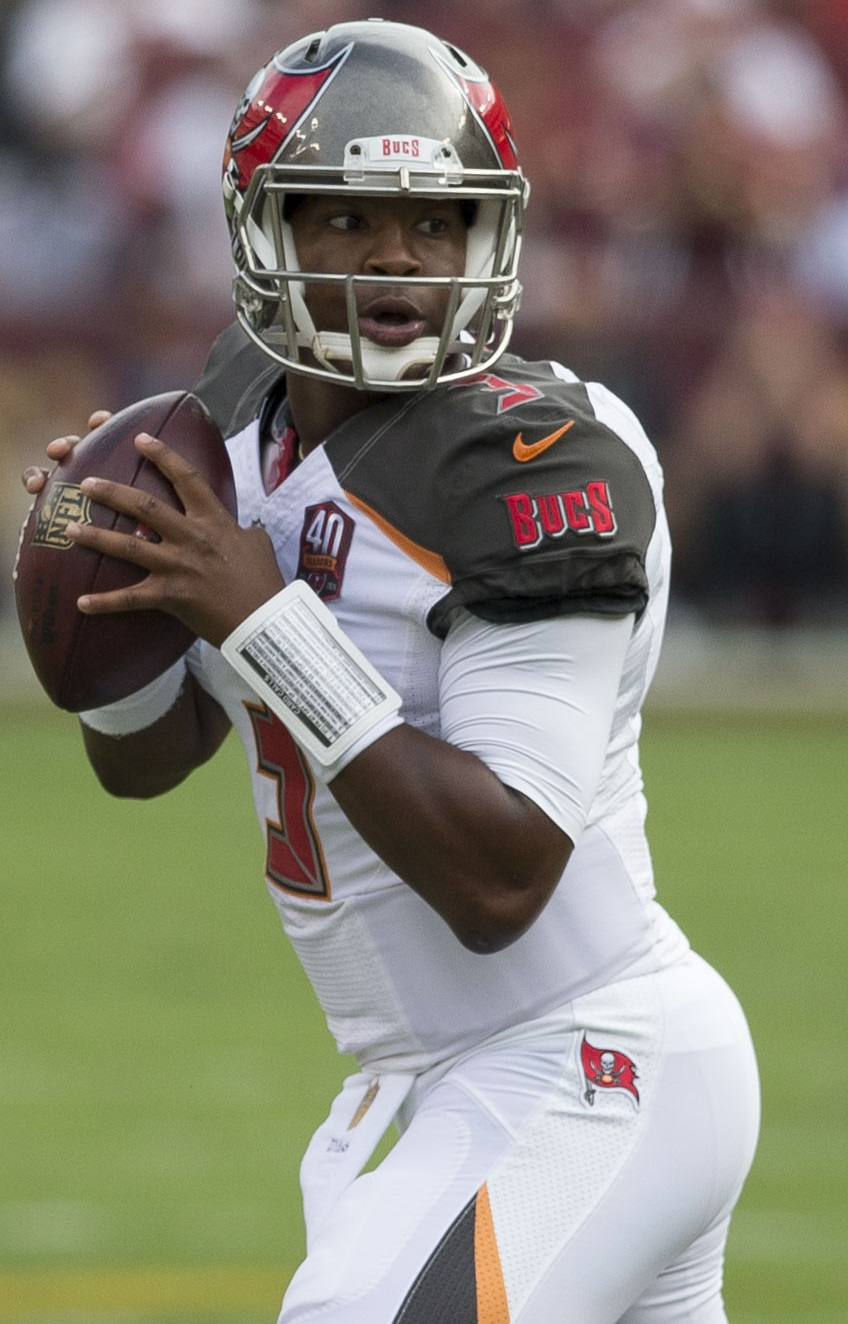
Jameis Winston, n.º 1 del draft, elegido por Tampa Bay Buccaneers.

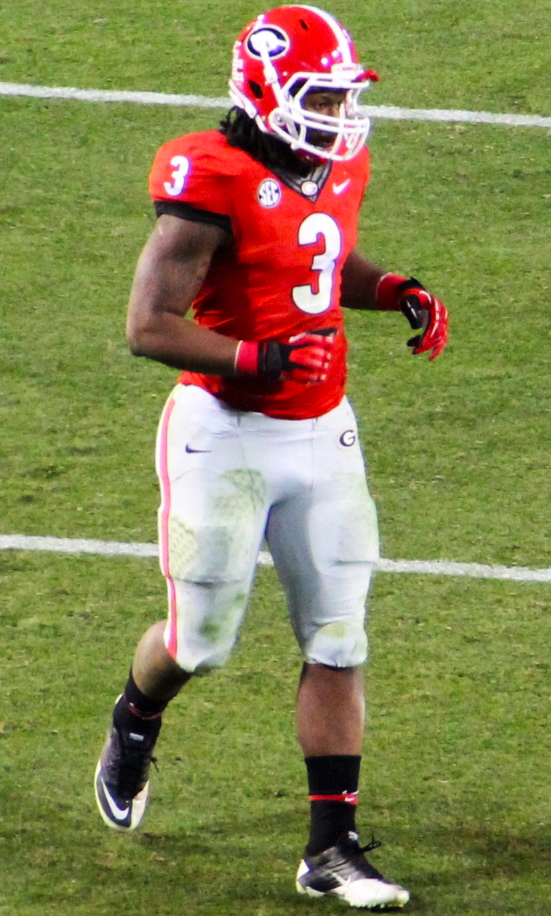
Todd Gurley, n.º 10 del draft, elegido como el Novato Ofensivo del Año en la temporada 2015.

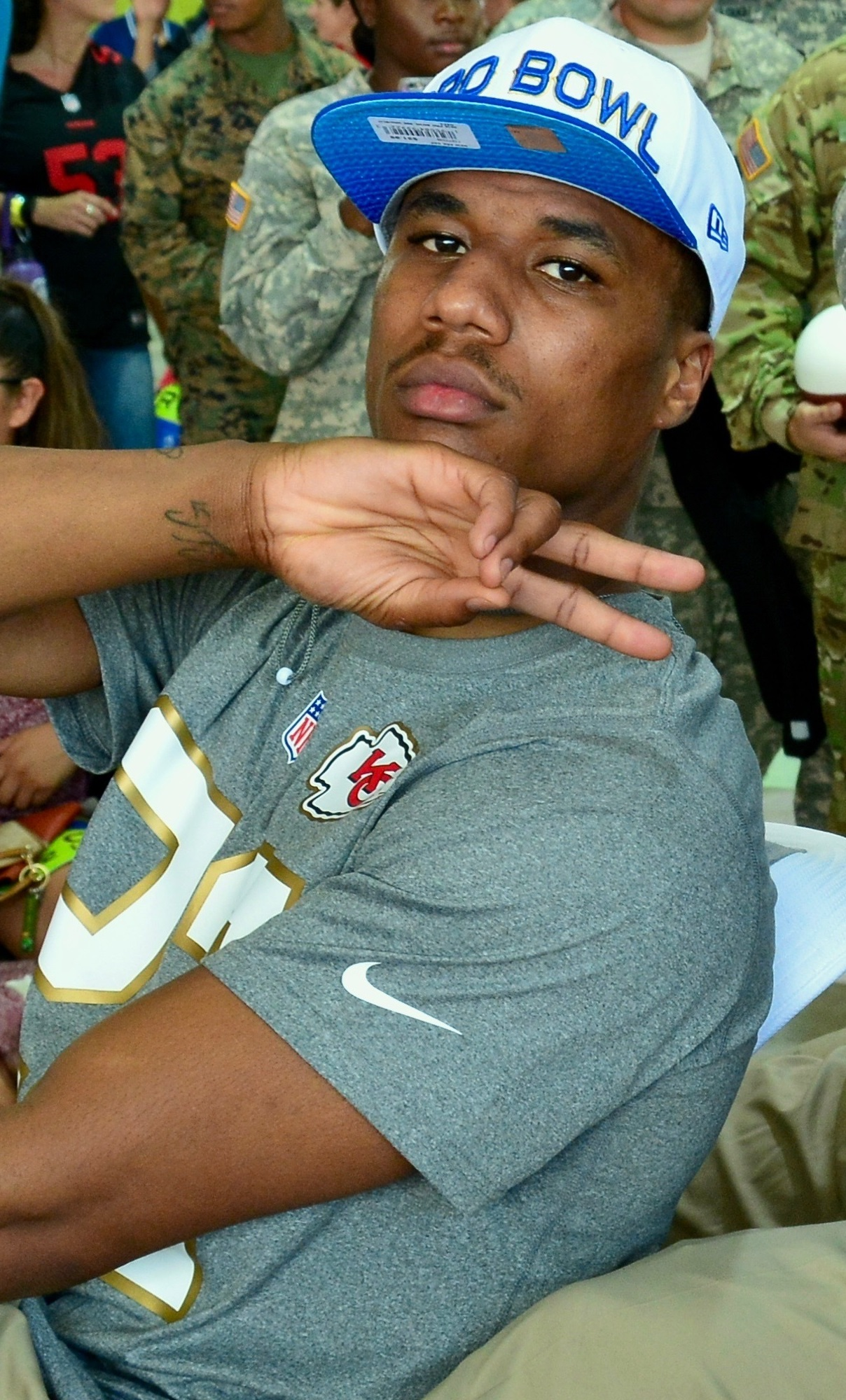
Marcus Peters, n.º 18 del draft, elegido como el Novato Defensivo del Año en la temporada 2015.

| Pick | Jugador           | Pos. | Equipo                                   | Universidad    | Conf.        |
| ---- | ----------------- | ---- | ---------------------------------------- | -------------- | ------------ |
| 1    | Jameis Winston    | QB   | Tampa Bay Buccaneers                     | Florida State  | ACC          |
| 2    | Marcus Mariota    | QB   | Tennessee Titans                         | Oregon         | Pac-12       |
| 3    | Dante Fowler Jr.  | DE   | Jacksonville Jaguars                     | Florida        | SEC          |
| 4    | Amari Cooper      | WR   | Oakland Raiders                          | Alabama        | SEC          |
| 5    | Brandon Scherff   | OT   | Washington Redskins                      | Iowa           | Big Ten      |
| 6    | Leonard Williams  | DE   | New York Jets                            | USC            | Pac-12       |
| 7    | Kevin White       | WR   | Chicago Bears                            | West Virginia  | Big 12       |
| 8    | Vic Beasley       | DE   | Atlanta Falcons                          | Clemson        | ACC          |
| 9    | Ereck Flowers     | OT   | New York Giants                          | Miami (FL)     | ACC          |
| 10   | Todd Gurley       | RB   | St. Louis Rams                           | Georgia        | SEC          |
| 11   | Trae Waynes       | CB   | Minnesota Vikings                        | Michigan State | Big Ten      |
| 12   | Danny Shelton     | DT   | Cleveland Browns                         | Washington     | Pac-12       |
| 13   | Andrus Peat       | OT   | New Orleans Saints                       | Stanford       | Pac-12       |
| 14   | DeVante Parker    | WR   | Miami Dolphins                           | Louisville     | ACC          |
| 15   | Melvin Gordon     | RB   | San Diego Chargers (desde San Francisco) | Wisconsin      | Big Ten      |
| 16   | Kevin Johnson     | CB   | Houston Texans                           | Wake Forest    | ACC          |
| 17   | Arik Armstead     | DE   | San Francisco 49ers (desde San Diego)    | Oregon         | Pac-12       |
| 18   | Marcus Peters     | CB   | Kansas City Chiefs                       | Washington     | Pac-12       |
| 19   | Cameron Erving    | C    | Cleveland Browns (desde Buffalo)         | Florida State  | ACC          |
| 20   | Nelson Agholor    | WR   | Philadelphia Eagles                      | USC            | Pac-12       |
| 21   | Cedric Ogbuehi    | OT   | Cincinnati Bengals                       | Texas A&M      | SEC          |
| 22   | Bud Dupree        | OLB  | Pittsburgh Steelers                      | Kentucky       | SEC          |
| 23   | Shane Ray         | DE   | Denver Broncos (desde Detroit)           | Missouri       | SEC          |
| 24   | D. J. Humphries   | OT   | Arizona Cardinals                        | Florida        | SEC          |
| 25   | Shaq Thompson     | OLB  | Carolina Panthers                        | Washington     | Pac-12       |
| 26   | Breshad Perriman  | WR   | Baltimore Ravens                         | UCF            | The American |
| 27   | Byron Jones       | CB   | Dallas Cowboys                           | UConn          | The American |
| 28   | Laken Tomlinson   | G    | Detroit Lions (desde Denver)             | Duke           | ACC          |
| 29   | Phillip Dorsett   | WR   | Indianapolis Colts                       | Miami (FL)     | ACC          |
| 30   | Damarious Randall | S    | Green Bay Packers                        | Arizona State  | Pac-12       |
| 31   | Stephone Anthony  | LB   | New Orleans Saints (desde Seattle)       | Clemson        | ACC          |
| 32   | Malcom Brown      | DT   | New England Patriots                     | Texas          | Big 12       |

### Segunda ronda
| Pick | Jugador              | Pos. | Equipo                                    | Universidad       | Conf.          |
| ---- | -------------------- | ---- | ----------------------------------------- | ----------------- | -------------- |
| 33   | Landon Collins       | S    | New York Giants (desde Tennessee)         | Alabama           | SEC            |
| 34   | Donovan Smith        | OT   | Tampa Bay Buccaneers                      | Penn State        | Big Ten        |
| 35   | Mario Edwards Jr.    | DE   | Oakland Raiders                           | Florida State     | ACC            |
| 36   | T. J. Yeldon         | RB   | Jacksonville Jaguars                      | Alabama           | SEC            |
| 37   | Devin Smith          | WR   | New York Jets                             | Ohio State        | Big Ten        |
| 38   | Preston Smith        | DE   | Washington Redskins                       | Mississippi State | SEC            |
| 39   | Eddie Goldman        | DT   | Chicago Bears                             | Florida State     | ACC            |
| 40   | Dorial Green-Beckham | WR   | Tennessee Titans (desde NY Giants)        | Missouri          | SEC            |
| 41   | Devin Funchess       | WR   | Carolina Panthers (desde St. Louis)       | Michigan          | Big Ten        |
| 42   | Jalen Collins        | CB   | Atlanta Falcons                           | LSU               | SEC            |
| 43   | Benardrick McKinney  | ILB  | Houston Texans (desde Cleveland)          | Mississippi State | SEC            |
| 44   | Hau'oli Kikaha       | OLB  | New Orleans Saints                        | Washington        | Pac-12         |
| 45   | Eric Kendricks       | ILB  | Minnesota Vikings                         | UCLA              | Pac-12         |
| 46   | Jaquiski Tartt       | S    | San Francisco 49ers                       | Samford           | SoCon          |
| 47   | Eric Rowe            | CB   | Philadelphia Eagles (desde Miami)         | Utah              | Pac-12         |
| 48   | Denzel Perryman      | ILB  | San Diego Chargers                        | Miami (FL)        | ACC            |
| 49   | Mitch Morse          | G    | Kansas City Chiefs                        | Missouri          | SEC            |
| 50   | Ronald Darby         | CB   | Buffalo Bills                             | Florida State     | ACC            |
| 51   | Nate Orchard         | DE   | Cleveland Browns (desde Houston)          | Utah              | Pac-12         |
| 52   | Jordan Phillips      | DT   | Miami Dolphins (desde Filadelfia)         | Oklahoma          | Big 12         |
| 53   | Jake Fisher          | OT   | Cincinnati Bengals                        | Oregon            | Pac-12         |
| 54   | Ameer Abdullah       | RB   | Detroit Lions                             | Nebraska          | Big Ten        |
| 55   | Maxx Williams        | TE   | Baltimore Ravens (desde Arizona)          | Minnesota         | Big Ten        |
| 56   | Senquez Golson       | CB   | Pittsburgh Steelers                       | Ole Miss          | SEC            |
| 57   | Rob Havenstein       | OT   | St. Louis Rams (desde Carolina)           | Wisconsin         | Big Ten        |
| 58   | Markus Golden        | DE   | Arizona Cardinals (desde Baltimore)       | Missouri          | SEC            |
| 59   | Ty Sambrailo         | OT   | Denver Broncos                            | Colorado State    | MW             |
| 60   | Randy Gregory        | OLB  | Dallas Cowboys                            | Nebraska          | Big Ten        |
| 61   | Ali Marpet           | G    | Tampa Bay Buccaneers (desde Indianapolis) | Hobart            | Liberty League |
| 62   | Quinten Rollins      | CB   | Green Bay Packers                         | Miami (OH)        | MAC            |
| 63   | Frank Clark          | DE   | Seattle Seahawks                          | Michigan          | Big Ten        |
| 64   | Jordan Richards      | S    | New England Patriots                      | Stanford          | Pac-12         |

### Tercera ronda
| Pick | Jugador          | Pos. | Equipo                                          | Universidad      | Conf.    |
| ---- | ---------------- | ---- | ----------------------------------------------- | ---------------- | -------- |
| 65   | D'Joun Smith     | CB   | Indianapolis Colts (desde Tampa Bay)            | Florida Atlantic | C-USA    |
| 66   | Jeremiah Poutasi | G    | Tennessee Titans                                | Utah             | Pac-12   |
| 67   | A. J. Cann       | G    | Jacksonville Jaguars                            | South Carolina   | SEC      |
| 68   | Clive Walford    | TE   | Oakland Raiders                                 | Miami (FL)       | ACC      |
| 69   | Tyler Lockett    | WR   | Seattle Seahawks (desde Washington)             | Kansas State     | Big 12   |
| 70   | Jaelen Strong    | WR   | Houston Texans (desde NY Jets)                  | Arizona State    | Pac-12   |
| 71   | Hroniss Grasu    | C    | Chicago Bears                                   | Oregon           | Pac-12   |
| 72   | Jamon Brown      | OT   | St. Louis Rams                                  | Louisville       | ACC      |
| 73   | Tevin Coleman    | RB   | Atlanta Falcons                                 | Indiana          | Big Ten  |
| 74   | Owa Odighizuwa   | DE   | New York Giants                                 | UCLA             | Pac-12   |
| 75   | Garrett Grayson  | QB   | New Orleans Saints                              | Colorado State   | MW       |
| 76   | Chris Conley     | WR   | Kansas City Chiefs (desde Minnesota)            | Georgia          | SEC      |
| 77   | Duke Johnson     | RB   | Cleveland Browns                                | Miami (FL)       | ACC      |
| 78   | P. J. Williams   | CB   | New Orleans Saints (desde Miami)                | Florida State    | ACC      |
| 79   | Eli Harold       | DE   | San Francisco 49ers                             | Virginia         | ACC      |
| 80   | Alex Carter      | CB   | Detroit Lions (desde Kansas City vía Minnesota) | Stanford         | Pac-12   |
| 81   | John Miller      | G    | Buffalo Bills                                   | Louisville       | ACC      |
| 82   | Lorenzo Mauldin  | LB   | New York Jets (desde Houston)                   | Louisville       | ACC      |
| 83   | Craig Mager      | CB   | San Diego Chargers                              | Texas State      | Sun Belt |
| 84   | Jordan Hicks     | LB   | Philadelphia Eagles                             | Texas            | Big 12   |
| 85   | Tyler Kroft      | TE   | Cincinnati Bengals                              | Rutgers          | Big Ten  |
| 86   | David Johnson    | RB   | Arizona Cardinals                               | Northern Iowa    | MVFC     |
| 87   | Sammie Coates    | WR   | Pittsburgh Steelers                             | Auburn           | SEC      |
| 88   | Danielle Hunter  | DE   | Minnesota Vikings (desde Detroit)               | LSU              | SEC      |
| 89   | Sean Mannion     | QB   | St. Louis Rams (desde Carolina)                 | Oregon State     | Pac-12   |
| 90   | Carl Davis       | DT   | Baltimore Ravens                                | Iowa             | Big Ten  |
| 91   | Chaz Green       | OT   | Dallas Cowboys                                  | Florida          | SEC      |
| 92   | Jeff Heuerman    | TE   | Denver Broncos                                  | Ohio State       | Big Ten  |
| 93   | Henry Anderson   | DE   | Indianapolis Colts                              | Stanford         | Pac-12   |
| 94   | Ty Montgomery    | WR   | Green Bay Packers                               | Stanford         | Pac-12   |
| 95   | Matt Jones       | RB   | Washington Redskins (desde Seattle)             | Florida          | SEC      |
| 96   | Xavier Cooper    | DT   | Cleveland Browns (desde New England)            | Washington State | Pac-12   |
| 97   | Geneo Grissom    | DE   | New England Patriots                            | Oklahoma         | Big 12   |
| 98   | Steven Nelson    | CB   | Kansas City Chiefs                              | Oregon State     | Pac-12   |
| 99   | Paul Dawson      | LB   | Cincinnati Bengals                              | TCU              | Big 12   |

### Cuarta ronda
| Pick | Jugador           | Pos. | Equipo                                                       | Universidad      | Conf.                            |
| ---- | ----------------- | ---- | ------------------------------------------------------------ | ---------------- | -------------------------------- |
| 100  | Angelo Blackson   | DT   | Tennessee Titans                                             | Auburn           | SEC                              |
| 101  | Trey Flowers      | DE   | New England Patriots (desde Tampa Bay)                       | Arkansas         | SEC                              |
| 102  | Daryl Williams    | OT   | Carolina Panthers (desde Oakland)                            | Oklahoma         | Big 12                           |
| 103  | Bryce Petty       | QB   | New York Jets (desde Jacksonville)                           | Baylor           | Big 12                           |
| 104  | James Sample      | S    | Jacksonville Jaguars (desde NY Jets)                         | Louisville       | ACC                              |
| 105  | Jamison Crowder   | WR   | Washington Redskins                                          | Duke             | ACC                              |
| 106  | Jeremy Langford   | RB   | Chicago Bears                                                | Michigan State   | Big Ten                          |
| 107  | Justin Hardy      | WR   | Atlanta Falcons                                              | East Carolina    | The American                     |
| 108  | Jalston Fowler    | FB   | Tennessee Titans (desde NY Giants)                           | Alabama          | SEC                              |
| 109  | Clayton Geathers  | S    | Indianapolis Colts (desde St. Louis vía Tampa Bay)           | UCF              | The American                     |
| 110  | T. J. Clemmings   | OT   | Minnesota Vikings                                            | Pittsburgh       | ACC                              |
| 111  | Tre' Jackson      | G    | New England Patriots (desde Cleveland)                       | Florida State    | ACC                              |
| 112  | Arie Kouandjio    | G    | Washington Redskins (desde New Orleans vía Seattle)          | Alabama          | SEC                              |
| 113  | Gabe Wright       | DT   | Detroit Lions (desde San Francisco vía Buffalo y Filadelfia) | Auburn           | SEC                              |
| 114  | Jamil Douglas     | G    | Miami Dolphins                                               | Arizona State    | Pac-12                           |
| 115  | Ibraheim Campbell | S    | Cleveland Browns (desde Buffalo)                             | Northwestern     | Big Ten                          |
| 116  | Rodney Gunter     | DT   | Arizona Cardinals (desde Houston vía Cleveland)              | Delaware State   | MEAC                             |
| 117  | Blake Bell        | TE   | San Francisco 49ers (desde San Diego)                        | Oklahoma         | Big 12                           |
| 118  | Ramik Wilson      | LB   | Kansas City Chiefs                                           | Georgia          | SEC                              |
| 119  | Andrew Donnal     | OT   | St. Louis Rams (desde Filadelfia)                            | Iowa             | Big Ten                          |
| 120  | Josh Shaw         | CB   | Cincinnati Bengals                                           | USC              | Pac-12                           |
| 121  | Doran Grant       | CB   | Pittsburgh Steelers                                          | Ohio State       | Big Ten                          |
| 122  | Za'Darius Smith   | DE   | Baltimore Ravens (desde Detroit)                             | Kentucky         | SEC                              |
| 123  | Vince Mayle       | WR   | Cleveland Browns (desde Arizona)                             | Washington State | Pac-12                           |
| 124  | Kwon Alexander    | LB   | Tampa Bay Buccaneers (desde Carolina vía Oakland)            | LSU              | SEC                              |
| 125  | Javorius Allen    | RB   | Baltimore Ravens                                             | USC              | Pac-12                           |
| 126  | Mike Davis        | RB   | San Francisco 49ers (desde Denver)                           | South Carolina   | SEC                              |
| 127  | Damien Wilson     | ILB  | Dallas Cowboys                                               | Minnesota        | Big Ten                          |
| 128  | Jon Feliciano     | G    | Oakland Raiders (desde Indianapolis vía Tampa Bay)           | Miami (FL)       | ACC                              |
| 129  | Jake Ryan         | OLB  | Green Bay Packers                                            | Michigan         | Big Ten                          |
| 130  | Terry Poole       | G    | Seattle Seahawks                                             | San Diego State  | MW                               |
| 131  | Shaq Mason        | C    | New England Patriots                                         | Georgia Tech     | ACC                              |
| 132  | DeAndre Smelter   | WR   | San Francisco 49ers                                          | Georgia Tech     | ACC                              |
| 133  | Max Garcia        | C    | Denver Broncos                                               | Florida          | SEC                              |
| 134  | Mark Glowinski    | G    | Seattle Seahawks                                             | West Virginia    | Big 12                           |
| 135  | Marcus Hardison   | DE   | Cincinnati Bengals                                           | Arizona State    | [[Pacific-12 Conference\|Pac-12] |
| 136  | Tray Walker       | CB   | Baltimore Ravens                                             | Texas Southern   | SWAC                             |

### Quinta ronda
| Pick | Jugador             | Pos. | Equipo                                                    | Universidad        | Conf.                |
| ---- | ------------------- | ---- | --------------------------------------------------------- | ------------------ | -------------------- |
| 137  | Grady Jarrett       | NT   | Atlanta Falcons (desde Tampa Bay via Buffalo y Minnesota) | Clemson            | ACC                  |
| 138  | David Cobb          | RB   | Tennessee Titans                                          | Minnesota          | Big Ten              |
| 139  | Rashad Greene       | WR   | Jacksonville Jaguars                                      | Florida State      | ACC                  |
| 140  | Ben Heeney          | ILB  | Oakland Raiders                                           | Kansas             | Big 12               |
| 141  | Martrell Spaight    | OLB  | Washington Redskins                                       | Arkansas           | SEC                  |
| 142  | Adrian Amos         | FS   | Chicago Bears (desde NY Jets)                             | Penn State         | Big Ten              |
| 143  | MyCole Pruitt       | TE   | Minnesota Vikings (desde Chicago via Denver y Detroit)    | Southern Illinois  | MVFC                 |
| 144  | Mykkele Thompson    | S    | New York Giants                                           | Texas              | Big 12               |
| 145  | Bobby McCain        | CB   | Miami Dolphins (desde St. Louis via Filadelfia)           | Memphis            | The American         |
| 146  | Stefon Diggs        | WR   | Minnesota Vikings (desde Atlanta)                         | Maryland           | Big Ten              |
| 147  | Brett Hundley       | QB   | Green Bay Packers (desde Cleveland via New England)       | UCLA               | Pac-12               |
| 148  | Davis Tull          | OLB  | New Orleans Saints                                        | Chattanooga        | SoCon                |
| 149  | Jay Ajayi           | RB   | Miami Dolphins (desde Minnesota)                          | Boise State        | MW                   |
| 150  | Cedric Thompson     | FS   | Miami Dolphins                                            | Minnesota          | Big Ten              |
| 151  | David Parry         | NT   | Indianapolis Colts (desde San Francisco)                  | Stanford           | Pac-12               |
| 152  | Jarvis Harrison     | G    | New York Jets (desde Houston)                             | Texas A&M          | SEC                  |
| 153  | Kyle Emanuel        | OLB  | San Diego Chargers                                        | North Dakota State | MVFC                 |
| 154  | Tyeler Davison      | DT   | New Orleans Saints (desde Kansas City)                    | Fresno State       | MW                   |
| 155  | Karlos Williams     | RB   | Buffalo Bills                                             | Florida State      | ACC                  |
| 156  | Tony Lippett        | WR   | Miami Dolphins (desde Filadelfia)                         | Michigan State     | Big Ten              |
| 157  | C. J. Uzomah        | TE   | Cincinnati Bengals                                        | Auburn             | SEC                  |
| 158  | Shaquille Riddick   | DE   | Arizona Cardinals (desde Detroit via Baltimore)           | West Virginia      | Big 12               |
| 159  | J. J. Nelson        | WR   | Arizona Cardinals                                         | UAB                | C-USA                |
| 160  | Jesse James         | TE   | Pittsburgh Steelers                                       | Penn State         | Big Ten              |
| 161  | Neiron Ball         | LB   | Oakland Raiders (desde Carolina)                          | Florida            | SEC                  |
| 162  | Kenny Bell          | WR   | Tampa Bay Buccaneers (desde Baltimore)                    | Nebraska           | Big Ten              |
| 163  | Ryan Russell        | DE   | Dallas Cowboys                                            | Purdue             | Big Ten              |
| 164  | Lorenzo Doss        | CB   | Denver Broncos                                            | Tulane             | The American         |
| 165  | Bradley Pinion      | P    | San Francisco 49ers (desde Indianapolis)                  | Clemson            | ACC                  |
| 166  | Joe Cardona         | LS   | New England Patriots (desde Green Bay)                    | Navy               | Independiente (NCAA) |
| 167  | Damian Swann        | CB   | New Orleans Saints (desde Seattle via Washington)         | Georgia            | SEC                  |
| 168  | Michael Burton      | FB   | Detroit Lions (desde New England via Tampa Bay)           | Rutgers            | Big Ten              |
| 169  | David Mayo          | LB   | Carolina Panthers                                         | Texas State        | Sun Belt             |
| 170  | Tye Smith           | CB   | Seattle Seahawks                                          | Towson             | CAA                  |
| 171  | Nick Boyle          | TE   | Baltimore Ravens                                          | Delaware           | CAA                  |
| 172  | D. J. Alexander     | OLB  | Kansas City Chiefs                                        | Oregon State       | Pac-12               |
| 173  | James O'Shaughnessy | TE   | Kansas City Chiefs                                        | Illinois State     | MVFC                 |
| 174  | Cameron Artis-Payne | RB   | Carolina Panthers                                         | Auburn             | SEC                  |
| 175  | Keith Mumphery      | WR   | Houston Texans                                            | Michigan State     | Big Ten              |
| 176  | Robert Myers        | G    | Baltimore Ravens                                          | Tennessee State    | OVC                  |

### Sexta ronda
| Pick | Jugador             | Pos. | Equipo                                               | Universidad         | Conf.        |
| ---- | ------------------- | ---- | ---------------------------------------------------- | ------------------- | ------------ |
| 177  | Deiontrez Mount     | OLB  | Tennessee Titans                                     | Louisville          | ACC          |
| 178  | Matthew Wells       | LB   | New England Patriots (desde Tampa Bay)               | Mississippi State   | SEC          |
| 179  | Max Valles          | OLB  | Oakland Raiders                                      | Virginia            | ACC          |
| 180  | Michael Bennett     | DT   | [Jacksonville Jaguars]]                              | Ohio State          | Big Ten      |
| 181  | Kyshoen Jarrett     | SS   | Washington Redskins (desde NY Jets vía Seattle)      | Virginia Tech       | ACC          |
| 182  | Tevin Mitchel       | CB   | Washington Redskins                                  | Arkansas            | SEC          |
| 183  | Tayo Fabuluje       | OT   | Chicago Bears                                        | TCU                 | Big 12       |
| 184  | Kaelin Clay         | WR   | [Tampa Bay Buccaneers]] (desde St. Louis)            | Utah                | Pac-12       |
| 185  | Tyrus Thompson      | OT   | [Minnesota Vikings]] (desde Atlanta)                 | Oklahoma            | Big 12       |
| 186  | Geremy Davis        | WR   | [New York Giants]]                                   | UConn               | The American |
| 187  | Evan Spencer        | WR   | Washington Redskins (desde New Orleans)              | Ohio State          | Big Ten      |
| 188  | Tony Steward        | OLB  | Buffalo Bills (desde Minnesota)                      | Clemson             | ACC          |
| 189  | Charles Gaines      | CB   | Cleveland Browns                                     | Louisville          | ACC          |
| 190  | Ian Silberman       | G    | [San Francisco 49ers]]                               | Boston College      | ACC          |
| 191  | JaCorey Shepherd    | CB   | [Philadelphia Eagles]] (desde Miami)                 | Kansas              | Big 12       |
| 192  | Darius Philon       | DT   | San Diego Chargers                                   | Arkansas            | SEC          |
| 193  | B. J. Dubose        | DE   | Minnesota Vikings (desde Kansas City)                | Louisville          | ACC          |
| 194  | Nick O'Leary        | TE   | Buffalo Bills                                        | Florida State       | ACC          |
| 195  | Malcolm Johnson     | TE   | Cleveland Browns (desde Houston)                     | Mississippi State   | SEC          |
| 196  | Randall Evans       | CB   | Philadelphia Eagles                                  | Kansas State        | Big 12       |
| 197  | Derron Smith        | FS   | Cincinnati Bengals                                   | Fresno State        | MW           |
| 198  | Randall Telfer      | TE   | [Cleveland Browns]] (desde Arizona)                  | USC                 | Pac-12       |
| 199  | Leterrius Walton    | DT   | Pittsburgh Steelers                                  | Central Michigan    | MAC          |
| 200  | Quandre Diggs       | CB   | Detroit Lions                                        | Texas               | Big 12       |
| 201  | Bud Sasser          | WR   | St. Louis Rams (desde Carolina)                      | Missouri            | SEC          |
| 202  | A. J. Derby         | TE   | New England Patriots (desde Baltimore vía Cleveland) | Arkansas            | SEC          |
| 203  | Darius Kilgo        | NT   | Denver Broncos                                       | Maryland            | Big Ten      |
| 204  | Darren Waller       | WR   | Baltimore Ravens (desde Dallas)                      | Georgia Tech        | ACC          |
| 205  | Josh Robinson       | RB   | Indianapolis Colts                                   | Mississippi State   | SEC          |
| 206  | Aaron Ripkowski     | FB   | Green Bay Packers                                    | Oklahoma            | Big 12       |
| 207  | Amarlo Herrera      | ILB  | Indianapolis Colts (desde Seattle)                   | Georgia             | SEC          |
| 208  | Andy Gallik         | C    | Tennessee Titans (desde New England)                 | Boston College      | ACC          |
| 209  | Obum Gwacham        | DE   | Seattle Seahawks                                     | Oregon State        | Pac-12       |
| 210  | Christian Ringo     | DE   | Green Bay Packers                                    | Louisiana-Lafayette | Sun Belt     |
| 211  | Reshard Cliett      | OLB  | Houston Texans                                       | South Florida       | The American |
| 212  | Anthony Chickillo   | DE   | Pittsburgh Steelers                                  | Miami (FL)          | ACC          |
| 213  | Kennard Backman     | TE   | Green Bay Packers                                    | UAB                 | C-USA        |
| 214  | Kristjan Sokoli     | DT   | Seattle Seahawks                                     | Buffalo             | MAC          |
| 215  | Cody Wichmann       | G    | St. Louis Rams                                       | Fresno State        | MW           |
| 216  | Christian Covington | DT   | Houston Texans                                       | Rice                | C-USA        |
| 217  | Rakeem Nunez-Roches | DT   | Kansas City Chiefs                                   | Southern Miss       | C-USA        |

### Séptima ronda
| Pick | Jugador          | Pos. | Equipo                                                       | Universidad        | Conf.                |
| ---- | ---------------- | ---- | ------------------------------------------------------------ | ------------------ | -------------------- |
| 218  | Anthony Morris   | OT   | Oakland Raiders (desde Tampa Bay)                            | Tennessee State    | OVC                  |
| 219  | Hayes Pullard    | ILB  | Cleveland Browns (desde Tennessee vía New England)           | USC                | Pac-12               |
| 220  | Neal Sterling    | WR   | Jacksonville Jaguars                                         | Monmouth           | Big South            |
| 221  | Andre Debose     | WR   | Oakland Raiders                                              | Florida            | SEC                  |
| 222  | Austin Reiter    | C    | Washington Redskins                                          | South Florida      | The American         |
| 223  | Deon Simon       | NT   | New York Jets                                                | Northwestern State | Southland            |
| 224  | Bryce Hager      | ILB  | St. Louis Rams (desde Chicago vía NY Jets)                   | Baylor             | Big 12               |
| 225  | Jake Rodgers     | OT   | Atlanta Falcons                                              | Eastern Washington | Big Sky              |
| 226  | Bobby Hart       | OT   | New York Giants                                              | Florida State      | ACC                  |
| 227  | Martin Ifedi     | DE   | St. Louis Rams                                               | Memphis            | The American         |
| 228  | Austin Shepherd  | OT   | Minnesota Vikings                                            | Alabama            | SEC                  |
| 229  | Ben Koyack       | TE   | Jacksonville Jaguars (desde Cleveland vía Houston y NY Jets) | Notre Dame         | Independiente (NCAA) |
| 230  | Marcus Murphy    | RB   | New Orleans Saints                                           | Missouri           | SEC                  |
| 231  | Joey Iosefa      | FB   | Tampa Bay Buccaneers (desde Miami vía Baltimore y Detroit)   | Hawaii             | MW                   |
| 232  | Edmond Robinson  | OLB  | Minnesota Vikings (desde San Francisco vía Miami)            | Newberry           | SAC                  |
| 233  | Da'Ron Brown     | WR   | Kansas City Chiefs                                           | Northern Illinois  | MAC                  |
| 234  | Dezmin Lewis     | WR   | Buffalo Bills                                                | Central Arkansas   | Southland            |
| 235  | Kenny Hilliard   | RB   | Houston Texans                                               | LSU                | SEC                  |
| 236  | Mark Nzeocha     | OLB  | Dallas Cowboys (desde San Diego)                             | Wyoming            | MW                   |
| 237  | Brian Mihalik    | DE   | Philadelphia Eagles                                          | Boston College     | ACC                  |
| 238  | Mario Alford     | WR   | Cincinnati Bengals                                           | West Virginia      | Big 12               |
| 239  | Gerod Holliman   | FS   | Pittsburgh Steelers                                          | Louisville         | ACC                  |
| 240  | Corey Robinson   | OT   | Detroit Lions                                                | South Carolina     | SEC                  |
| 241  | Ifo Ekpre-Olomu  | CB   | Cleveland Browns (desde Arizona)                             | Oregon             | Pac-12               |
| 242  | Dexter McDonald  | CB   | Oakland Raiders (desde Carolina)                             | Kansas             | Big 12               |
| 243  | Laurence Gibson  | OT   | [Dallas Cowboys]] (desde Baltimore)                          | Virginia Tech      | ACC                  |
| 244  | Trenton Brown    | OT   | San Francisco 49ers (desde Dallas vía Indianapolis)          | Florida            | SEC                  |
| 245  | Tre McBride      | WR   | Tennessee Titans (desde Denver vía NY Giants)                | William & Mary     | CAA                  |
| 246  | Geoff Swaim      | TE   | Dallas Cowboys (desde Indianápolis vía San Francisco)        | Texas              | Big 12               |
| 247  | Darryl Roberts   | CB   | New England Patriots (desde Green Bay)                       | Marshall           | C-USA                |
| 248  | Ryan Murphy      | SS   | Seattle Seahawks                                             | Oregon State       | Pac-12               |
| 249  | Akeem King       | CB   | Atlanta Falcons (desde New England vía St. Louis)            | San Jose State     | MW                   |
| 250  | Trevor Siemian   | QB   | Denver Broncos                                               | Northwestern       | Big Ten              |
| 251  | Taurean Nixon    | CB   | Denver Broncos                                               | Tulane             | The American         |
| 252  | Josh Furman      | SS   | Denver Broncos                                               | Oklahoma State     | Big 12               |
| 253  | Xzavier Dickson  | OLB  | New England Patriots                                         | Alabama            | SEC                  |
| 253  | Rory Anderson    | TE   | San Francisco 49ers                                          | South Carolina     | SEC                  |
| 255  | Denzelle Good    | OT   | Indianapolis Colts                                           | Mars Hill          | SAC                  |
| 256  | Gerald Christian | TE   | Arizona Cardinals                                            | Louisville         | ACC                  |

## Jugadores notables no seleccionados
| Jugador          | Pos. | Equipo original      | Universidad        | Conf.  | Notas |
| ---------------- | ---- | -------------------- | ------------------ | ------ | --- |
| Xavier Williams  | NT   | Arizona Cardinals    | Northern Iowa      | MVFC   | |
| Bryce Callahan   | CB   | Chicago Bears        | Rice               | C-USA  | Titular de los Chicago Bears |
| Cameron Meredith | WR   | Chicago Bears        | Illinois State     | MVFC   | Titular de los Chicago Bears |
| La'el Collins    | G    | Dallas Cowboys       | LSU                | SEC    | Proyectado como una selección de la primera ronda antes de verse involucrado en una investigación de homicidio. Titular de los Dallas Cowboys |
| Anthony Harris   | S    | Minnesota Vikings    | Virginia           | ACC    | |
| David Andrews    | C    | New England Patriots | Georgia            | SEC    | Titular de los New England Patriots |
| Tyrell Williams  | WR   | San Diego Chargers   | Western Oregon     | GNAC   | Titular de los San Diego Chargers |
| Thomas Rawls     | RB   | Seattle Seahawks     | Central Michigan   | MAC    | Lideró al equipo con 830 yardas por tierra en siete inicios y lideró la NFL con 5.6 yardas/acarreo en 2015                                    |
| David Irving     | DE   | Kansas City Chiefs   | Iowa State         | Big 12 | Jugador Defensivo de la Semana 6 en la NFC (2016)                                                                                             |
| Zach Zenner      | RB   | Detroit Lions        | South Dakota State | MVFC   | RB titular de los Detroit Lions al final de la temporada regular y en postemporada de 2016                                                    |
| Adam Humphries   | WR   | Tampa Bay Buccaneers | Clemson            | ACC    | WR titular de los Tampa Bay Buccaneers en 2016                                                                                                |
| Eli Rogers       | WR   | Pittsburgh Steelers  | Louisville         | ACC    | WR titular de los Pittsburgh Steelers en 2016                                                                                                 |
| Neville Hewitt   | LB   | Miami Dolphins       | Marshall           | C-USA  | |